# Errementari
Errementari es una película vasca de terror y fantasía dirigida por Paul Urkijo Alijo, y escrita por Paul Urkijo Alijo y Asier Guerricaechevarría. Está protagonizada por Kandido Uranga y Uma Bracaglia. Cuenta la historia de un herrero tan astuto que consigue mantener alejado hasta al mismísimo diablo, a quien mantiene en cautiverio y sufriendo continua tortura. Hasta que un día, la pequeña Usue logra entrar al hogar de Patxi y libera al demonio por accidente.

## Argumento
En 1835 en Álava, País Vasco, durante la primera guerra carlista, soldados carlistas son capturados y ejecutados por soldados liberales que transportan un importante y misterioso cargamento. Un carlista, Francisco Patxi, regresa a la vida tras ser fusilado, mata a los soldados enemigos y descubre el cargamento que estos transportaban.
Ocho años después llega a Álava un investigador del gobierno llamado Alfredo Ortiz. Busca a Patxi, que ahora vive en una fragua en ruinas en el bosque que los aldeanos evitan debido a que se rumorea que asesinó a su esposa y secuestra niños pequeños. El herrero se muestra como un anciano extraño y peculiar no solo por su rechazo al resto; no solo ha fortificado su terreno con cruces y trampas de hierro, sino también demuestra poseer una fuerza y resistencia sobrehumana que incluso le permiten forjar metal al rojo vivo usando sus puños en lugar de un martillo. Los aldeanos también desconfían de Ortiz ya que el gobierno fundió todo su metal durante la guerra para fabricar armas, incluida la campana original de la iglesia. Benito, el hijo del posadero, roba una carta del equipaje del oficial que prueba que Ortiz está buscando oro que desapareció durante la guerra.
Usue, una niña huérfana con la cara desfigurada por quemaduras, vive en la parroquia a cargo del sacerdote; sin embargo, es una niña rebelde y poco apegada a la iglesia ya que se dice que su madre era una suicida y por lo tanto su alma fue al infierno. Una mañana es intimidada por Benito, quien lanza su muñeca por encima de la cerca de Patxi. En paralelo, Ortiz convence a algunos hombres de la aldea para asaltar la forja donde sospecha que Patxi tiene el oro perdido, pero Patxi los enfrenta y ahuyenta, excepto a uno que accidentalmente cae en una trampa para osos y muere a pesar de los intentos del herrero por ayudarlo. 
Usue entra a la forja a recuperar su muñeca mientras Patxi se deshace del cadáver. Dentro, encuentra a un niño cautivo en una jaula de hierro, que le ruega que robe las llaves de Patxi para liberarlo. Cuando lo hace, el niño recupera una horqueta y se revela como el demonio Sartael. Cuando el herrero lo descubre, el demonio secuestra a Usue y promete regresar por el alma de Patxi, pero antes de que pueda escapar, cae en otra trampa para osos mientras que Usue queda inconsciente. En castigo, Patxi rompe uno de los cuernos del demonio y lo vuelve a encerrar. 
Benito, quien vio a Usue entrar a la forja y al herrero junto al cadáver, le dice a Ortiz que Patxi y un demonio han secuestrado a la niña y asesinado a un vecino, por lo que reúnen a los aldeanos para salvarla. Usue se despierta y encuentra a Patxi torturando a Sartael, quien revela que hizo un pacto con Patxi cuando era soldado para que no muriera y poder volver junto a su esposa. Patxi rápidamente simpatiza con la niña y le explica que en lugar de pagar su pacto, atrapó a Sartael y lo mantiene encerrado para evitar que cobre su alma y lo lleve al infierno, también le enseña cómo torturar demonios arrojando garbanzos al suelo, ya que no pueden resistir el impulso de intentar contarlos, y también haciendo sonar una campanilla de oro bendecida por la iglesia, cuyo sonido les significa un sufrimiento indescriptible.
Usue le pregunta a Sartael si puede liberar del infierno a Maite, su madre, ya que ella se suicidó. Sartael revela que en realidad los humanos se ven motivados a entrar al infierno por su propia culpa y una vez allí no pueden salir nunca. Los aldeanos llegan y capturan a Patxi mientras el sacerdote revela la verdad; Maite era la esposa de Patxi, pero cuando él regresó de la guerra, descubrió que Maite, asumiendo que moriría en la guerra, había tomado un amante, dando a luz a Usue con ese hombre. Al regresar de la guerra Patxi perdió la cordura y en un arrebato quemó la cara de Usue y asesinó a su padre, mientras que Maite, afligida por el dolor, se ahorcó. Avergonzado y de vuelta en sus cabales, Patxi entregó a Usue al sacerdote, junto con una campana de reemplazo que forjó para la iglesia a cambio del favor.
Los aldeanos encuentran a Sartael y Ortiz ordena que Patxi sea torturado hasta que devuelva el oro, también convence al sacerdote de mantener preso al demonio y llevarlo al Vaticano para ser reconocido como el hombre que pudo probar la existencia del Otro mundo. Una vez a solas con Sartael, Ortiz revela que en realidad es el demonio Alastor, el superior de Sartael del infierno. Éste revela que el oro nunca le ha sido relevante más que como un motivo para tentar a los lugareños ya que su labor es otra: como Sartael no ha podido regresar al infierno con el alma de Paxti, ha sido degradado y él ha venido a encontrarlos, posteriormente ordena a los aldeanos que Patxi sea ahorcado para recoger su alma en lugar de Sartael, a quien no piensa rescatar en castigo por su fracaso.
Los aldeanos, llevados por la codicia y la histeria religiosa, incendian la fragua, pero Sartael hace un trato con Usue para buscar a su madre en el infierno si ella lo libera y toca la campanilla de oro. Usue toca la campanilla haciendo que Ortiz revele su rostro de demonio. Los dos hombres que cuelgan a Patxi huyen dejándolo libre. Usue libera a Sartael pero es capturado por los aldeanos mientras el sacerdote, molesto por haber puesto en peligro su oportunidad de ganar reconocimiento, la abofetea e insulta la memoria de su madre. Usue, furiosa y descorazonada, hace un trato con Alastor: le entrega su alma a cambio de ser llevada junto a su madre en el infierno. Alastor acepta y la mata.
Apesadumbrado, Patxi acepta dejar que Sartael lo lleve al infierno a cambio de salvar a Usue. Sartael está de acuerdo porque quiere vengarse de Alastor, pero comenta al herrero que necesitará más que su pequeña campana dorada para sobrevivir al infierno. Patxi revela que la campana gigante que forjó para la iglesia está hecha con el oro que Ortiz estaba buscando, por lo que le es devuelta para llevarla al otro mundo. Sartael mata a Patxi con su horquilla, llegando ambos a las puertas del infierno donde miles de almas malditas esperan para entrar. Patxi encuentra a Usue y se enfrenta a los demonios que protegen la puerta y a Alastor, pero Usue lanza el frasco de garbanzos de Patxi a Alastor, quien se ve obligado a intentar contarlos. Con la derrota de Alastor, las puertas comienzan a cerrarse. Patxi envía a Usue de regreso con Sartael mientras él decide permanecer en el infierno para buscar a Maite.
Usue se despierta de nuevo en la tierra. Sartael, agradecido con la niña por salvarlo en la jaula, convence a los aldeanos de que fue rechazada del infierno porque es una verdadera Santa y debe ser tratada con respeto. Mientras los aldeanos se reúnen alrededor de Usue, Sartael se transforma en un joven humano y se dirige a la siguiente ciudad. En el camino, Sartael encuentra a un viajero a quien comienza a contar la historia de El herrero, un hombre tan despiadado y cruel que incluso el Diablo mismo llegó a temerle y respetarlo.
En el infierno, Patxi fuerza a que se abran las puertas del infierno mientras comienza a viajar buscando a su esposa mientras golpea con su martillo la campana dorada en la espalda atormentando a los demonios por toda la eternidad.

## Reparto
| - Kandido Uranga como Patxi. - Uma Bracaglia como Usue. - Eneko Sagardoy como Sartael. - Ramón Agirre como Alfredo. - José R.Argoitia como Mateo. - Josean Bengoetxea como Santi. - Gotzon Sánchez como Faustino. - Aitor Urtzelai como Benito. - Maite Bastos como Blanca. - Iñigo de la Iglesia como Miguel. - Unax González como Asier. | - Jon Ander Alonso como Lukas. - Ortzi Acosta Calvo como Alastor. - Zigor Bilbao como Néstor. - Itziar Ituño como Ana. - Eloi Ruiz de Erentxun como Sartael de niño. - Gorka Aguinagalde como Teniente. - Naia García como Claudia. - Haizea García como Cristina. - Pako Eizagirre como narrador-mercader. - Elías García como demonio Orobas. - Almudena Cid como Maite. |

## Producción
La película se ambienta en el año 1845, tras la primera guerra carlista, que tuvo una gran repercusión en el País Vasco. Los vascos lucharon por el bando carlista y resultaron vencidos por el ejército isabelino. La historia se narra desde la perspectiva de la vida del siglo XIX, sus historias y leyendas. Por ello podemos ver en ella demonios que recrean los grabados del siglo.
Por otro lado el film esta enteramente rodado en euskera, más concretamente en el dialecto local alavés de la zona del 1800, actualmente desaparecido.
En 2018 la película entró en el catálogo de la plataforma Netflix.

## Premios
- Premio del público de la Semana de cine fantástico y de terror de San Sebastián 2017.